# Afroneta erecta
Afroneta erecta là một loài nhện trong họ Linyphiidae.
Loài này thuộc chi Afroneta. Afroneta erecta được Merrett miêu tả năm 2004.